# Cercospora chenopodii
Cercospora chenopodii är en svampart som beskrevs av Fresen. 1863. Cercospora chenopodii ingår i släktet Cercospora och familjen Mycosphaerellaceae.   Inga underarter finns listade i Catalogue of Life.